# Bitschwiller-lès-Thann
Bitschwiller-lès-Thann – miejscowość i gmina we Francji, w regionie Grand Est, w departamencie Górny Ren.
Według danych na rok 1990 gminę zamieszkiwały 2052 osoby, 162 os./km².